# حسن مجيد الدجيلي
الأستاذ حسن مجيد عيسى حسن عبد الله الدجيلي هو أديب ومؤرخ وسيسي عراقي، ولد في النجف سنة 1914، ينتمي لأسرة دينية تنتمي إلى عشيرة الخزرج الساكنة في منطقة الدجيل.
شقيقه باقر الدجيلي كان وزيرا للبلديات في حكومة عبد الكريم قاسم.

## دراسته
أنهى تعليمه الابتدائي والمتوسط في مدينة النجف، ثم واصل دراسته في دار المعلمين الابتدائية ببغداد لمدة ثلاث سنوات، وتخرج بامتياز عام 1934، عمل بعدها معلما في مدرسة الطالبية في النجف.
ابتعث عام 1935 للدراسة في جامعة إكزتر في إنجلترا، ومنح درجة الدبلوم في التربية وعلم النفس. ثم أرسل إلى الولايات المتحدة الأمريكية لتكملة دراسته والتحق بجامعة كولورادو ونال درجة البكلوريوس في العلوم التربوية والاجتماعية. بعدها التحق بجامعة كولومبيا في نيويورك ونال درجة الماجستير في الأسس الاجتماعية للتربية عام 1940.
وفي عام 1962، نال شهادة البكلوريوس في القانون من كلية الحقوق بجامعة بغداد.

## وظائفه
عين مدرسا في دار المعلمين الابتدائية عام 1940 ـ 1945. ثم مدرساً في كلية التربية بجامعة بغداد عام 1945، ثم وكيلا لكلية التربية ومفتش اختصاص في وزارة المعارف وملحقا ثقافيا في السفارة العراقية في القاهرة عام 1950، ثم مديراً لإذاعة بغداد ومديراً عاماً للتعليم الثانوي، ثم مديراً مفوضاً لغرفة تجارة بغداد إبان العهد الملكي، ومديرا عاما لشركة الصناعات العقارية.
في 14 كانون الأول 1963، أقيل وزير المواصلات عبد الستار عبد اللطيف من منصبه وعين حسن مجيد الدجيلي مكانه. وعندما استقالت وزارة طاهر يحيى الأولى، عين سفيرا للعراق في المملكة المغربية وإيران والهند حتى نهاية عام 1968، ومنها أحيل على التقاعد.
سكن في القاهرة مدة طويلة ثم اختارته وزارة التربية في المملكة العربية السعودية للتدريس بجامعة الرياض من عام 1971 ـ 1982، انتقل للعيش في الرباط في المملكة المغربية حتى عام 1994م، وعاد إلى الوطن وتوفي عام 1997، ودفن في النجف.

## مؤلفاته
من أعماله ومؤلفاته:
- أصدر مجلة عالم الغد التي كانت تنطق باسم نادي البعث العراقي.
- أصول التربية الثانوية (1948)
- تقدم التعليم العالي في العراق 1964
- الدولة والتعليم
- ترجمة «تقرير الدكتور شاخت عن الحالة الاقتصادية» (1952)
- ميثاق بغداد 1956 (ترجمة).
- توجيه العقل الروسي 1947 (ترجمة).
- التعلم والتعليم مقدمة في التربية وعلم النفس 1959 (ترجمة)
- الفقهاء حكام على الملوك
- التبدل الاجتماعي
- نظم التعليم في الدول الديمقراطية والملكية الجزء الأول والثاني، طبع عام 1952 ـ 1953
- روسيا والصهيونية (ترجمة)
- مشكلات التعليم الثانوي 1963
- الفراغ الذي يريده الشيوعيون 1954
- كتاب: «العلاقات العراقية الإيرانية خلال خمسة قرون»، نشرته الدار العربية للموسوعات في لبنان، 1987
- كتاب: «إيران والعراق خلال خمسة قرون» الصادر عن دار الأضواء بيروت - لبنان سنة 1419ھ-1999م